# لورا فليبس
لورا فليبس (بالفرنسية: Laura Flippes)‏ مواليد 13 ديسمبر 1994 في ستراسبورغ، هي لاعبة كرة يد فرنسية تلعب كظهير أيمن. مثلت منتخب فرنسا لكرة اليد للسيدات. حققت المركز الثالث في بطولة أوروبا لكرة اليد للسيدات 2016.

## سجل المنافسة
شاركت في البطولات التالية:
- بطولة أوروبا لكرة اليد للسيدات 2016

## الإنجازات
- الدوري الفرنسي لكرة اليد للسيدات:
  - الفوز: 2014، 2016

## روابط خارجية
- لورا فليبس على موقع الاتحاد الدولي لكرة اليد (الإنجليزية)
- لورا فليبس على موقع الاتحاد الأوروبي لكرة اليد (الإنجليزية)
- لورا فليبس على موقع الدوري الفرنسي لكرة اليد للسيدات (الفرنسية)
- لورا فليبس على موقع اللجنة الأولمبية الدولية (الإنجليزية)
- لورا فليبس على موقع أوليمبيديا (الإنجليزية)